# Teutoniella
Teutoniella is een geslacht van spinnen uit de familie Micropholcommatidae.
De naam is afgeleid van het gebied waaruit de typesoort Teutoniella plaumanni werd beschreven: Nova Teutonia, Santa Catarina (Brazilië).

## Soorten
- Teutoniella cekalovici Platnick & Forster, 1986
- Teutoniella plaumanni Brignoli, 1981